# Richtersia deconincki
Richtersia deconincki is een rondwormensoort uit de familie van de Selachinematidae. De wetenschappelijke naam van de soort is voor het eerst geldig gepubliceerd in 1981 door Vincx.